# Villeroy-sur-Méholle
Villeroy-sur-Méholle es una comuna francesa situada en el departamento de Mosa, en la región de Gran Este.

## Demografía
| 92 | 85 | 62 | 45 | 32 | 28 | 46 |
| Para los censos de 1962 a 1999 la población legal corresponde a la población sin duplicidades (Fuente: INSEE [Consultar]) |    |    |    |    |    |    |